# بستی ملوک
بستی ملوک (به انگلیسی: Basti Maluk) یک منطقهٔ مسکونی در پاکستان است که در پنجاب واقع شده‌است. بستی ملوک ۲۵ کیلومتر مربع مساحت و ۶۵۰۰۰ نفر جمعیت دارد و ۱۲۲ متر بالاتر از سطح دریا واقع شده‌است.